# Pascal Jolyot
Pascal Jolyot, né le 26 juillet 1958 à Fontainebleau, est un escrimeur français. Membre de l'équipe de France de fleuret, il est à plusieurs reprises médaillé lors des Jeux olympiques et des championnats du monde.

## Palmarès

### Jeux olympiques
- Médaille d'or en fleuret par équipe aux Jeux olympiques d'été de 1980 à Moscou aux côtés de Philippe Bonnin, Bruno Boscherie, Didier Flament et Frédéric Pietruszka.
- Médaille d'argent en fleuret individuel aux Jeux olympiques d'été de 1980 à Moscou.
- Médaille de bronze en fleuret par équipe aux Jeux olympiques d'été de 1984 à Los Angeles aux côtés de Marc Cerboni, Patrick Groc, Philippe Omnès et Frédéric Pietruszka.

### Championnats du monde
- Médaille d'argent en fleuret individuel en 1979.
- Médaille d'argent en fleuret par équipe en 1978 aux côtés de Didier Flament, Frédéric Pietruszka, Bruno Boscherie et Philippe Bonnin.
- Médaille d'argent en fleuret par équipe en 1982 aux côtés de Didier Flament, Frédéric Pietruszka, Philippe Omnès et Patrick Groc.

## Distinctions
- Citoyen d'honneur de Fontainebleau[1]